# Cantharus (geslacht)
Cantharus is een geslacht van weekdieren uit de klasse van de Gastropoda (slakken).

## Soorten
- Cantharus acuticingulatus (Suter, 1917) †
- Cantharus berryi McLean, 1970
- Cantharus cecillei Philippi, 1844
- Cantharus erythrostoma (Reeve, 1846)
- Cantharus leucotaeniatus Kosuge, 1985
- Cantharus melanostoma (Sowerby I, 1825)
- Cantharus rehderi Berry, 1962
- Cantharus septemcostatus Vermeij & Bouchet, 1998
- Cantharus spiralis Gray, 1839
- Cantharus tranquebaricus (Gmelin, 1791)
- Cantharus vermeiji Fraussen, 2008